# Gamer Network
Gamer Network Limited (anteriormente Eurogamer Network Limited) es una empresa británica de medios digitales con sede en Brighton. Fundada en 1999 por Rupert y Nick Loman, posee marcas, principalmente páginas web editoriales, relacionadas con el periodismo de videojuegos y otros negocios de videojuegos. Su web insignia, Eurogamer, se lanzó junto con la empresa. Comenzó a albergar la feria de videojuegos EGX en 2008. ReedPop adquirió Gamer Network en 2018 y la vendió a IGN Entertainment en 2024.

## Historia
Gamer Network fue fundada bajo el nombre de Eurogamer Network en 1999 por los hermanos Rupert y Nick Loman. Se formó junto con la apertura de su web insignia, Eurogamer, que se lanzó el 4 de septiembre de 1999. Nick Loman dejó el negocio en 2004 para dedicarse a la medicina y a la «barbacoa competitiva».
En febrero de 2011, Eurogamer Network adquirió la editorial estadounidense Hammersuit, junto con sus páginas web IndustryGamers.com y Modojo.com. El 1 de marzo de 2013, en línea con la expansión internacional, Eurogamer Network anunció que había cambiado su nombre a Gamer Network. Como parte del cambio de marca, Eurogamer Events pasó a llamarse Gamer Events, mientras que Hammersuit también adoptó el nombre de Gamer Network. En octubre, Simon Maxwell fue ascendido de director editorial del grupo a director de operaciones.
El 26 de febrero de 2018, se anunció que ReedPop, la división de Reed Exhibitions que organiza convenciones de cultura pop como PAX, había adquirido Gamer Network. Mientras que Rupert Loman siguió siendo director ejecutivo de Gamer Network, Maxwell se convirtió en director general de la empresa y vicepresidente de las operaciones de ReedPop en Reino Unido. Loman dejó la empresa en febrero de 2020. ReedPop implementó una serie de despidos en muchos de los sitios de Gamer Network en septiembre de 2020. En noviembre de 2020, el personal restante de USgamer, que se había reducido de nueve a cuatro después de los despidos anteriores, informó que ReedPop cerraría el sitio a finales de año.
En noviembre de 2023, ReedPop anunció su intención de vender Gamer Network con sus marcas editoriales, excluyendo su negocio de eventos. IGN Entertainment fue anunciado como comprador en mayo de 2024, e inmediatamente implementó despidos de algunos miembros del personal editorial de GamesIndustry.biz y Rock Paper Shotgun. Tras la adquisición, Dicebreaker canceló su Tabletop Creators Summit en la MCM Comic Con. En una descripción general del estado del periodismo de juegos de mesa, Chase Carter de Rascal News destacó que «la otra web profesional que fomentaba el talento amateur, Dicebreaker, parece estar al borde del colapso». Carter, quien anteriormente trabajó como freelance para Dicebreaker, comentó que no se ha publicado nada desde la venta de Gamer Network el 21 de mayo y que el «destino final del medio sigue siendo desconocido al momento de escribir este artículo» en junio de 2024. Pasado ese mes, el personal de Dicebreaker informó que habían sido despedidos.

## Lista de páginas web

### En propiedad
- Eurogamer: es la web insignia de Gamer Network para noticias de videojuegos; fue lanzada en 1999 junto con la empresa.[18] La marca Eurogamer está licenciada a seis subpuntos de venta regionales, que informan en los idiomas de sus regiones.[19] Su editor jefe es Tom Phillips.[20]
- GamesIndustry.biz: web centrada en los aspectos comerciales de la industria de los videojuegos; se lanzó en Eurogamer en 2002.[21] Su editor jefe es James Batchelor.[22]
- Jelly Deals: una web que destaca las ofertas de videojuegos; lanzada en 2016.[23]
- Outside Xbox y Outside Xtra: canales de YouTube centrados en noticias de juegos de Xbox y otros juegos; lanzados en 2012 por Andy Farrant, Mike Channell y Jane Douglas, tres editores de otros medios centrados en Xbox,[24] y lanzados en 2016 por Outside Xbox, Ellen Rose y Luke Westaway, escritor y presentador de Xbox On y editor sénior en CNET, respectivamente.[25]
- Rock Paper Shotgun: web centrada en noticias sobre juegos de PC, lanzada en 2007 por Kieron Gillen, Alec Meer, John Walker y Jim Rossignol; se asoció con Eurogamer Network en 2010 y fue adquirida en 2017.[26][27] Su redactora jefe es Katharine Castle.[28]
- VG247: web de noticias de videojuegos formada en 2008 en una asociación entre Eurogamer Network y Patrick Garratt.[29] Su redactor jefe es Dom Peppiatt.[30]

#### Anteriormente
- Dicebreaker: web de noticias y reseñas de juegos de mesa y juegos de rol de mesa y un canal de YouTube lanzado en agosto de 2019.[31] Dicebreaker lanzó los Tabletop Awards en 2022[32] y la Tabletop Creators Summit en 2023.[33][34] El sitio fue cerrado sin comentarios públicos y el personal, incluido el editor jefe, Matt Jarvis, fue despedido en junio de 2024 tras la venta de Gamer Network.[35][36]
- Gamer Creative: agencia creativa interna de Gamer Network; fundada y dirigida por Josh Heaton.[37]
- Gamer's Edition: proyecto de productos y lanzamientos de ediciones especiales para videojuegos; lanzado en 2013, sus primeros proyectos fueron ediciones especiales para Papers, Please y una compilación de Hotline Miami y Hotline Miami 2: Wrong Number.[38][39]
- Metabomb: web de noticias de videojuegos centrada en los deportes electrónicos ; lanzada en 2013.[40]
- USgamer (USG): dirigida a Estados Unidos, una web hermanada con Eurogamer ; lanzada en 2013[41] y cerrada en 2020.[42] Tras el cierre, su contenido fue migrado a VG247.
- Cosplay Central: web fundada en 2020 y enfocada principalmente en cosplay.[43] El contenido de la web ahora es parte de Popverse.

### En asociación
- Nintendo Life: web centrada en noticias y reseñas sobre productos de Nintendo, incluyendo videojuegos y software propiedad y utilizado por Hookshot Media (anteriormente Nlife Media).[44] Tiene secciones sobre Nintendo Switch, Wii U, Wii, Nintendo 3DS, Nintendo DSi, WiiWare, DSiWare y títulos clásicos relanzados a través de la Consola Virtual de Nintendo. Se fundó a finales de 2005,[45][46]  adquiriendo las webs WiiWare World y Virtual Console Reviews en abril de 2009,[46] y asociada con Gamer Network (anteriormente Eurogamer Network) en 2011.[47][48][49] En 2015 la web se expandió con un canal de YouTube, donde subían contenido regularmente.[50] Su editor es Gavin Lane.[51]
- Mod DB e Indie DB: una base de datos de modificaciones de videojuegos; lanzada en 2002 y asociada con Gamer Network en 2015.[52][53] Y la web hermana de Mod DB que cubre juegos indie; lanzada por Mod DB en 2010 y asociada con Gamer Network junto a Mod DB en 2015.[52][54]
- Push Square: web centrada en noticias de juegos de PlayStation; lanzada en 2012 por Nintendo Life.[55] Su editor es Sammy Barker.[56]
- Pure Xbox: web centrada en noticias de juegos de Xbox; relanzada en 2020 por Nlife Media.[57][58][59]
- Road to VR: web de noticias centrada en la realidad virtual; lanzada por Ben Lang en 2011 y asociada con Gamer Network en 2017.[60][61]
- Time Extension: web centrada en videojuegos retro; lanzada en 2022 por Hookshot Media.[62] Su editor jefe es Damien McFerran.[63]
- Video Games Chronicle (VGC): sucesor espiritual de la revista Computer and Video Games; lanzada en asociación con Gamer Network en 2019 por un equipo liderado por Andy Robinson.[64]